# Кантон (Мисисипи)
Кантон (енгл. Canton) град је у америчкој савезној држави Мисисипи.

## Демографија
По попису из 2010. године број становника је 13.189, што је 278 (2,2%) становника више него 2000. године.
| Група             | 2000.          | 2010.         |
| Белци             | 2.396 (18,6%)  | 2.477 (18,8%) |
| Афроамериканци    | 10.368 (80,3%) | 9.850 (74,7%) |
| Азијати           | 26 (0,2%)      | 81 (0,6%)     |
| Хиспаноамериканци | 56 (0,4%)      | 726 (5,5%)    |
| Укупно            | 12.911         | 13.189        |